# Zatama
Zatama est un village du département et la commune rurale de Léna, situé dans la province du Houet et la région des Hauts-Bassins au Burkina Faso.

## Éducation et santé
Le centre de soins le plus proche de Zatama est le centre de santé et de promotion sociale (CSPS) de Kouékouesso.